# Anochetus evansi
Anochetus evansi är en myrart som beskrevs av W. C. Crawley 1922. Anochetus evansi ingår i släktet Anochetus och familjen myror. Inga underarter finns listade i Catalogue of Life.